# Ezio Panero
Ezio Panero (Centallo, 28 agosto 1963) è un ex calciatore italiano, di ruolo attaccante.

## Carriera
Cresciuto nelle giovanili del Centallo, della Fossanese e del Torino, ha giocato in Serie B con Barletta e Catanzaro. In Serie A ha vestito la maglia del Lecce.
Al termine dell'attività agonistica, tra le altre cose è stato anche responsabile tecnico del Cuneo.

## Palmarès
- Campionato italiano Serie C2: 1

Prato: 1982-1983 (girone A)
- Coppa Italia Serie C: 1

Triestina: 1993-1994